# Anna Gostyńska

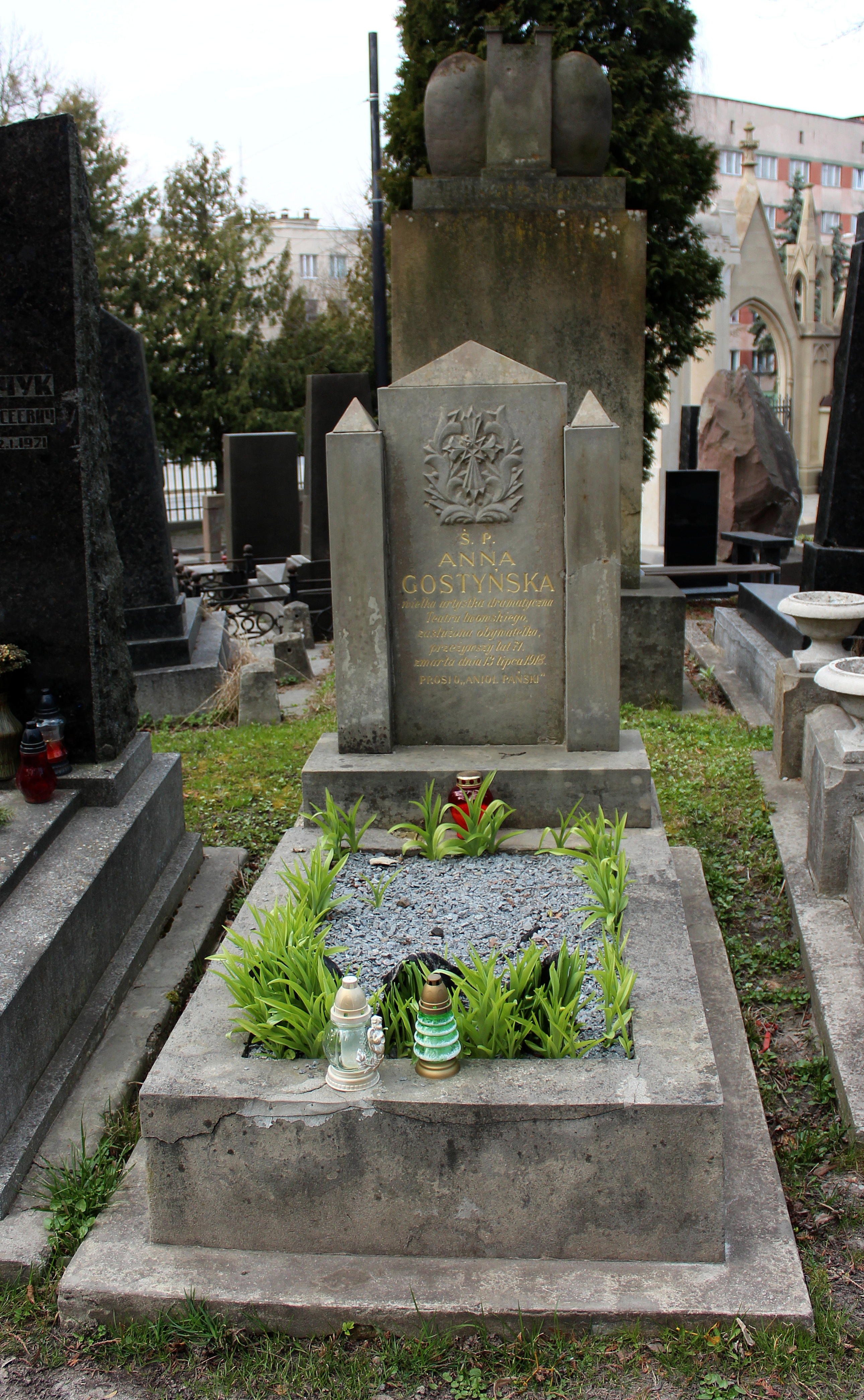
Zdjęcie grobu Anny Gostyńskiej

Anna Berta Gostyńska z domu Dudtów (ur. 14 czerwca 1847 w Warszawie, zm. 13 lipca 1918 we Lwowie) – polska aktorka, dyrektorka teatru.

## Życiorys
Na scenie po raz pierwszy wystąpiła w teatrzyku ogródkowym Pod Lipą w Warszawie 10 czerwca 1873. Następnie grała w zespołach prowincjonalnych w Królestwie Polskim. Kierowała teatrem, który występował w Zamościu i Włodawie w sezonie 1877/1878. Związana była też ze sceną w Łodzi i Lublinie. Blisko czterdzieści lat poświęciła teatrowi polskiemu we Lwowie (mającemu swoją siedzibę początkowo w teatrze Skarbkowskim, a następnie w Teatrze Miejskim) do którego została zaangażowana przez dyrektora Jana Dobrzańskiego w 1880. Ze sceną tą pozostała związana do końca życia.
W teatrze lwowskim zadebiutowała 12 kwietnia 1880 roku, jeszcze jako Anna Dudtów. We Lwowie uzyskała miano jednej z najwybitniejszych polskich aktorek. Skala jej możliwości scenicznych była ogromna – grała role rodzajowe, które podkreślały jej wielki talent. Krytyka podkreślała psychologiczną prawdę, realizm granych przez nią postaci. Miała wielkie wyczucie epoki i stylu. Była niezapomnianą Panią Dulską w Moralności pani Dulskiej, Matką w Balladynie, Gospodynią w Weselu. Inne znakomite kreacje Anny Gostyńskiej to: Dorota w Krakowiakach i Góralach, Pani Jowialska w Panu Jowialskim, Aza w Peer Gyncie, Pani Pernelle w Świętoszku, Dorota w Grubych rybach, Matylda w Adamie i Maryli Z. Sarneckiego. Występowała również w przedstawieniach operowych i operetkowych (Wieśniaczka w Widmach-Dziadach St. Moniuszki). Z zespołem lwowskim gościnnie grała na scenach polskich i zagranicznych (Kraków, Paryż, Wiedeń). We Lwowie dwukrotnie obchodzono uroczystości jubileuszowe pracy artystycznej Anny Gostyńskiej w 1898 i 1910.
Pochowana została na cmentarzu Łyczakowskim w alei zasłużonych, obok Gabrieli Zapolskiej.